# Eriocaulon lineare
Eriocaulon lineare là một loài thực vật có hoa trong họ Cỏ dùi trống. Loài này được Small mô tả khoa học đầu tiên năm 1903.